# Geissanthus bangii
Geissanthus bangii är en viveväxtart som beskrevs av Henry Hurd Rusby. Geissanthus bangii ingår i släktet Geissanthus och familjen viveväxter. Inga underarter finns listade i Catalogue of Life.